# الحملة الصليبية التاسعة
الحملة الصليبية التاسعة (1271 - 1272) حملة عسكرية قادها الأمير إدوارد وانهزمت على يد الظاهر بيبرس الذي هاجم إمارة طرابلس الصليبية.

## مقدمة
استغل أباقا خان إيلخان مغول فارس الهدوء على الجبهة الشرقية في شن هجمات كر وفر على حدود سوريا لكنه لم يستغل الموضوع لشن هجمات كبيرة.
في صيف 1270 لويس التاسع ملك فرنسا شن الحملة الصليبية التامنة على تونس بهدف تحويلها لقاعدة يهاجم منها مصر، وهذا كان مخالف للذي جاء في المراسلات التي تبادلها أباقا خان مع بابا الكاثوليك كليمينت الرابع (1268-1267) بخصوص خطة لمحاصرة جيش المماليك بين الصليبيين والمغول عن طريق إنزال جيش صليبي في مصر أو سوريا. وبعدما توفي لويس في تونس فأكمل الأمير إدوارد الذي كان يرافقه في تونس المسير إلى عكا بحملة صليبية جديدة.

## المعركة
عند وصول إدوارد أرسل فورا لآباقا وأجابه آباقا بإرسال جيش ضخم بقيادة سماغار لكي يساعده في حملته وطلب منه أن يتفق على اليوم الذي سوف يهاجم فيه.
وبالفعل شن ساماغار والسلاجقة هجوماً يوم 20 أكتوبر 1271 على شمال سوريا. كان بيبرس متوقع الهجوم حيث كان وقتها بسوريا فسرعان ما أرسل قوات وجهز جيشه وسار به إلى الشمال ولكن سرعان ما تراجع المغول هربا إلى ما وراء الفرات وبهذا انتهت إمكانية حدوث تعاون عسكري بين المغول والصليبيين في هذه المرحلة.
في هذه الأثناء، شعر بيبرس بأن هناك هجوما عن طريق البحر على مصر. وعلم بحجم التهديد حيث أن الهجوم برا وبحرا، فقال إنه سعى لدرء وتدارك هذه المناورة من خلال بناءه لأسطول في البحر المتوسط. وبعد الانتهاء من بناء الأسطول، بدلا من مهاجمة الجيش الصليبي مباشرة، حاول بيبرس الهبوط على قبرص في 1271، على أمل أن يهزم هيو الثالث ملك قبرص (الملك الشكلي للقدس) وأسطوله من عكا، وذلك بهدف قهر الجزيرة وترك إدوارد والجيش الصليبي معزول عن الأراضي المقدسة. ومع ذلك في الحملة البحرية تم تدمير الأسطول الإسلامي واضطرت جيوش بيبرس العودة.
وبعد هذا الانتصار الصليبي الضئيل، أدرك إدوارد أنه لإنشاء قوة قادرة على استعادة السيطرة على القدس سيكون من الضروري إنهاء الاضطرابات الداخلية داخل الدولة المسيحية، وحتى إنه توسط بين هيو والفرسان المتمردين من عائلة إبيلين بقبرص. بالتوازي مع الوساطة، وبدأ الأمير إدوارد والملك هيو التفاوض على هدنة مع السلطان بيبرس. وتم التوصل إلى هدنة لمدة 10 سنين و10 شهور و10 يوم وذلك في مايو 1272، في قيصرية. وعلى الفور تقريبا غادر الأمير ادموند لإنجلترا، في حين بقي إدوارد لمعرفة ما إذا ستكون المعاهدة ستنفذ. وفي الشهر التالي، حاول بيبرس لاغتيال إدوارد. ولكن إدوارد قتل الشخص المرسل لقتله لكنه تلقى جرح نازف من خنجرا مسموما في هذه العملية، مما أخر رحيل إدوارد. في سبتمبر 1272، غادر إدوارد عكا لصقلية، وبينما يتعافى في الجزيرة تلقى أول خبر وفاة ابنه جون، وبعد بضعة أشهر من خبر وفاة والده. في 1273 بدأ إدوارد رحلته إلى الوطن عبر إيطاليا. وصل أخيرا إدوارد إنجلترا في منتصف 1274، وتوج ملك إنجلترا يوم 19 أغسطس 1274.

## بعد المعركة
استمرت الاتصالات والرسائل بين المغول والصليبيين بهدف عودة التحالف ومحاصرة مصر في جنوب البحر المتوسط. في مايو 1274 انعقد مجلس الكنائس في ليون بإشراف بابا الكاثوليك جريجوري العاشر الذي كان مهتما بمستقبل الأراضي المقدسة وقرر توحيد الكنائس الكاثوليكية واليونانية، وتحضير حمله صليبية جديدة. المغول حضروا الاجتماعات ووفدهم كان يضم الدومينيكاني ريتشارد مترجم آباقاخان. رسالة آباقا للمجلس تحدث فيها عن العلاقات المغولية-اللاتينية وأن آباقا يتمنى تحالفاً مع الصليبيين ضد المسلمين، وبعد وصول رسالة آباقا لإنجلترا وقرائتها على الملك إدوارد الأول الذي رد عليه في بداية 1275 بمديح لآباقا، وعبر عن أمانيه أن بابا الكاثوليك يحضر حملة سريعة، ووعد انضمامه لها. في أواخر سنة 1274 وصل روما مبعوثين جدد من المغول (جون وجيمس فاسالي) ومعاهم رسالة من آباقا لجون الواحد وعشرين (بابا الكاثوليك بعد جريجوري) سنة 1276، وطلب آباقا في الرسالة أن يبدأ الصليبيين بشن هجوم على الأراضي المقدسة، ووعد بتقديم مساعدات وبتدخل عسكري مباشر عند وصول الحملة، تم إرسال الرسالة للبابا في روما وإلى فيليب الثالث بفرنسا وإدوارد الأول بنجلترا، واعتذر أباقا لإدوارد عن هروبه وعدم مساعدته له بالحملة ولكن كل بلا فائدة ولم يحقق شيئا.
وفي مصر، كان بيبرس على علم بالمراسلات بين المغول والصليبيين، وكان قلقا من حدوث تحالف فيقوم الصليبيين بهجوم على الإسكندرية أو دمياط فينشغل جيش المسلميين في الدفاع عن مصر، فيهجم المغول على بلاد الشام ويستولون عليها، ولكن لحسن الحظ لم يتم التحالف لحدوث نزاعات داخلية وحروب أهلية بين الدول المسيحية بأوروبا، فلو دخل المغول وقتها بكل ثقلهم في المعركة كانوا أربكوا الجيش الإسلامي.
شهدت السنوات التسع المتبقية في الهدنة زيادة المماليك في طلب الجزية، فضلا عن زيادة اضطهاد الحجاج، كل ذلك في مخالفة للهدنة. في 1289، وجمع السلطان قلاوون جيشا كبيرا مستهدفا ما تبقى من مقاطعة طرابلس، في نهاية المطاف قام بحصار على العاصمة واستولى عليها بعد هجوم دموي. ومع ذلك كان الهجوم على طرابلس مدمر بشكل خاص للمماليك حيث بلغت المقاومة المسيحية أقصاها وخسر قلاوون ابنه الأكبر في الحملة. وانتظر عامين حتى يتعافي جيشه.
في العام 1291 جاءت مجموعة من الحجاج من عكا تحت الهجوم وردا قتلت تسعة عشر من التجار المسلمين في قافلة سورية. طالب قلاوون بدفع مبلغ كبير كتعويض. وعندما لم يأت الرد، استخدم السلطان ذلك كذريعة لمحاصرة عكا. ولكن قلاوون توفي أثناء الحصار، تاركا السلطان خليل الذي قام بفتح عكا، لم يعد للإمارات الصليبية وجود تقريبا. تم نقل مركز سلطة الصليبيين شمالا إلى تورتوسا، وفي نهاية المطاف في الخارج إلى قبرص. في عام 1299 قاد جيش المغول بقيادة غازان خان سلسلة غارات ناجحة ضد المماليك في منطقة الشمال الشرقي من حمص إلى جنوبا حتى غزة. وقال إنه انسحب أخيرا من سوريا في 1300. وأدت المغول وحلفائهم بمملكة أرمينيا حملة أخرى لاستعادة سوريا، ولكنهم هزموا سريعا على يد المماليك في معركة شقحب في 1303. وكانت آخر موطئ تبقى على الأرض المقدسة هي أرواد، وكان فتحها في 1302/1303. كانت الحملة التاسعة مثابة بداية نهاية الصليبيين في بلاد الشام بعد مئتي سنة من بقائهم بداية بالحملة الصليبية الأولى.
| انظر أيضا               |                           |                                |
| الحملة التي قبلها       | الحملات الصليبية          | الحملة التي بعدها              |
| الحملة الصليبية الثامنة | تاريخ الحملة: 1271 - 1272 | الحملة الصليبية على الإسكندرية |

## فهرست وملحوظات
1. ↑  The Gospel in All Lands, Methodist Episcopal Church Missionary Society,  Methodist Episcopal Church, p. 262
2. ↑  Amitai-Preiss, p. 88
3. ↑  Amitai-Preiss, p. 88&98
4. ↑  Amitai-Preiss, p. 99
5. ↑  Amitai-Preiss, p. 99-101
6. ↑  Amitai-Preiss, p. 105